# Museo civico archeologico di Magliano Sabina
Il  Museo Archeologico di Magliano Sabina  è ospitato a Palazzo Gori; è distribuito su tre piani visitabili dai fruitori e uno riservato al magazzino e al laboratorio di restauro; i reperti sono esposti secondo provenienza e presentati in successione cronologica e ciò permette di tracciare le linee fondamentali della civiltà nella valle del Tevere.

## Storia
Il Museo civico archeologico di Magliano Sabina, precedentemente allestito presso l'ultimo piano del Palazzo Comunale, è stato costituito nell’ultimo decennio del secolo scorso, esattamente nel 1989, con i finanziamenti regionali dell’Ufficio Musei della Regione Lazio e il contributo del Comune ed è attualmente ospitato presso Palazzo Gori nel centro storico del pease.
La sua istituzione è stata possibile grazie a una raccolta svolta nel corso di decenni in seguito ad ogni tipo di intervento eseguito sul territorio,sia agricolo sia di servizio, da alcuni appassionati locali riunitisi in un gruppo di ricerca.
Attraverso lo studio costante e la revisione di una ingente quantità di frammenti si contano ad oggi 1683 beni inventariati e catalogati nel formato I.C.C.D. e 800 pezzi esposti, provenienti da raccolte di superficie condotte nell’ambito di una area geografica che dal Nera arriva fino al Farfa.
A questo gruppo di ricerca e ricognizione hanno partecipato, in periodi diversi ma con lo stesso impegno, diversi archeologi tra cui Massimo Firmani insieme agli appassionati locali che permisero, con i loro studi personali, che il Museo divenisse una realtà concreta e visitabile.
Si tratta di una mole di frammenti sottoposti ad una puntuale revisione e studio critico e collegati a nuove ricognizioni topografiche sul territorio che hanno permesso di individuare scientificamente componenti ed aspetti delle origini della cultura dei popoli nella valle del Tevere e del suo sviluppo dalla fase recente dell’età del ferro sino ad epoca arcaica. Uno dei risultati più rilevanti è stata l'individuazione e lo studio dell’insediamento arcaico che si estendeva sui colli dove adesso sorge il paese di Magliano.

## Descrizione

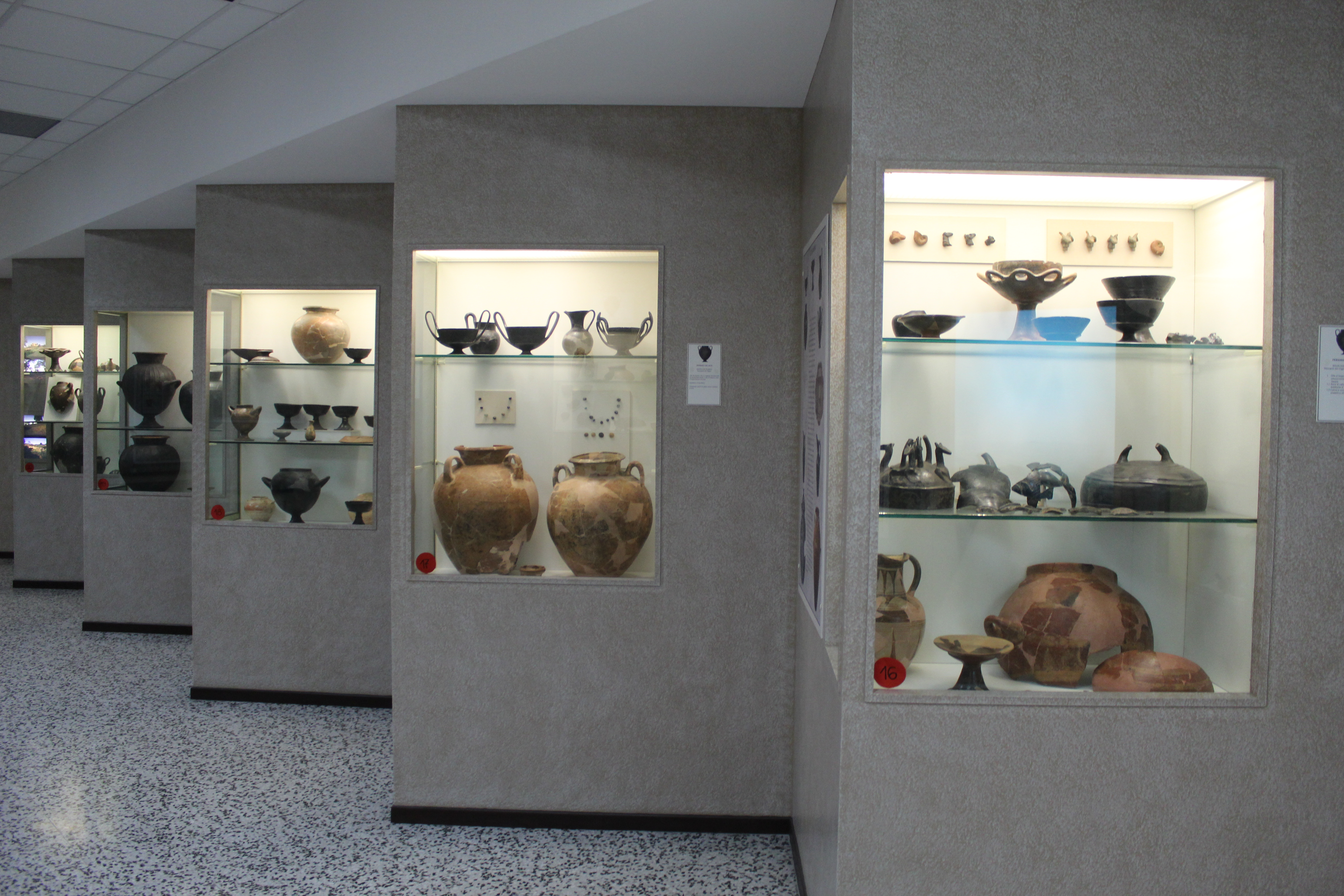
Museo Archeologico di Magliano Sabina, primo piano, sala espositiva 3, Reperti sabini (manufatti, vasi e suppellettili in impasto bruno)

L’allestimento del Museo è articolato su tre piani suddiviso nelle sezioni dedicate alla preistoria, all’età del Bronzo, del Ferro, all'epoca orientalizzante, arcaica e romana fino alle testimonianze mediovali.

I primi tre piani sono visitabili dal pubblico e ospitano reperti esposti secondo provenienza e presentati in successione cronologica e ciò permette di tracciare le linee fondamentali della civiltà della valle del Tevere.
Il piano terra ospita, inoltre, gli uffici della reception che contengono una piccola biblioteca per consultazione a disposizione dei fruitori e una sala dedicata alle esposizioni temporanee o ai laboratori didattici; il terzo e ultimo piano invece ospita il magazzino con i reperti fuori teca o in via di restauro.

### Piano terra: Preistoria

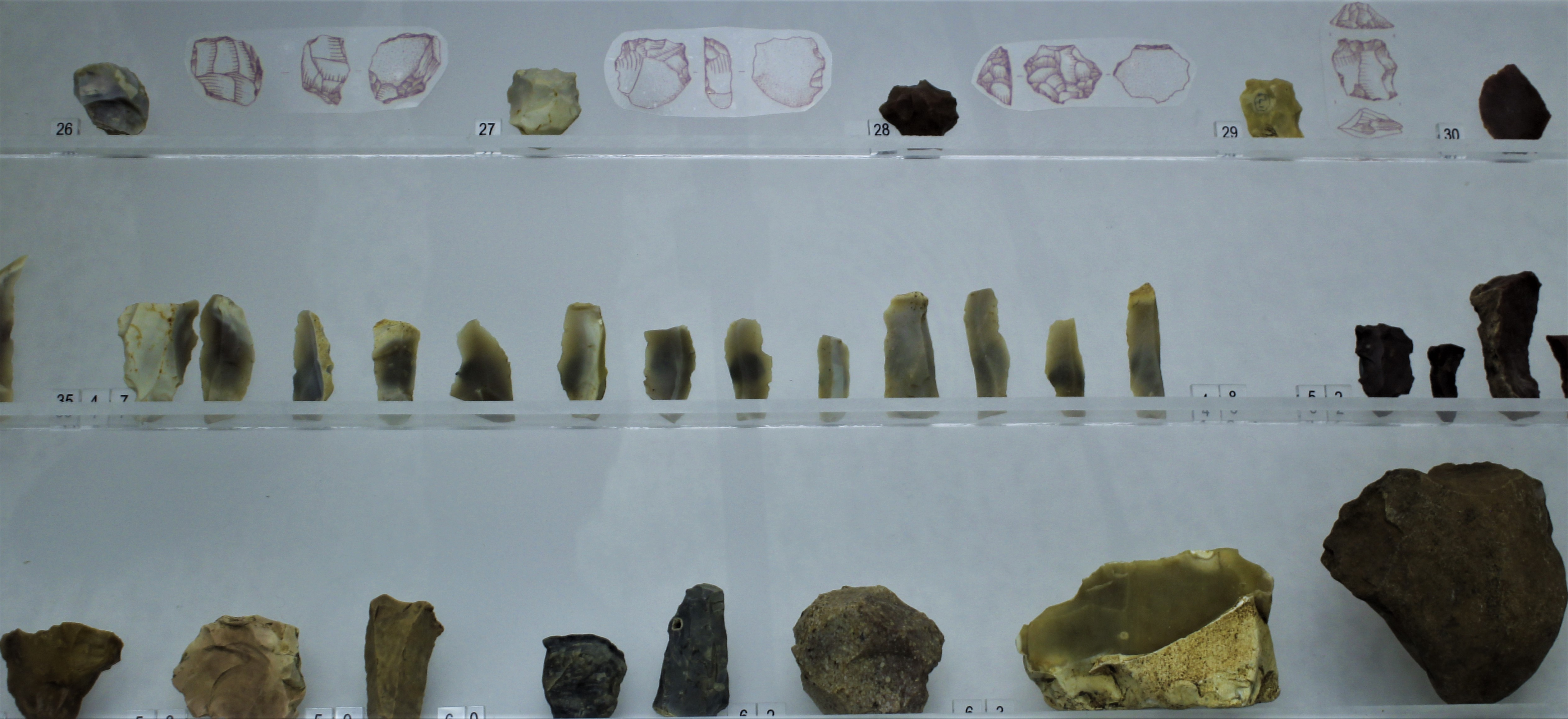
Raschiatoi in selce, piano terra, Museo Archeologico di Magliano Sabina.

I siti dai quali provengono i materiali esposti, risalenti soprattutto al Paleolitico medio, sono stati raccolti su un alto terrazzo alla confluenza del torrente L’Aia con il Tevere circa frontalmente alla foce del Treja (Paleotevere), costituito da depositi alluvionali ghiaiosi e sabbiosi noto con i toponimi di Grappignano, Colli Oti, Macchia Grande e Colle Rosetta. I materiali più interessanti provengono dal complesso Macchia Grande - Grappignano e possono essere suddivisi in due gruppi distinti: uno fortemente modificato dal trasporto e dagli agenti esterni con incrostazioni che ne hanno alterato la leggibilità; il secondo, più consistente, caratterizzato da una importante presenza di manufatti ottenuti con tecnica di scheggiatura predeterminata, ovvero in grado di produrre schegge di dimensioni controllate (nota come tecnica Levallois esplicata all'ingresso con simulazioni di scheggiatura di selci).
Vi è una piccola serie appartenente ad industria su lama e sono esposti raschiatoi e punte di freccia, provenienti sia da raccolte di superficie sia da ricognizioni programmate.

### Primo piano: Protostoria, età del Bronzo, del Ferro e Storia
Suddiviso in 3 sale, raccoglie la documentazione archeologica ritrovata sul territorio che copre l'arco temporale che va dalla protostorica età del Bronzo fino alla storia con l'invenzione della scrittura.
Sala 1 - Bronzo antico, medio, recente e finale
La prima vetrina espone i tipi ceramici rappresentati da scodelle, ciotole, brocche, olle e dolii, realizzati in impasto grossolano con inclusi quarzosi.
Nella seconda la cultura materiale di queste fasi è rappresentata dai reperti esposti di stile proto villanoviano presente in Italia dal XII al X secolo a.C.:sono presenti scodelle ad orlo rientrante, tazze ad orlo svasato, vasi biconici, olle e dolii. Il repertorio decorativo è costituito da motivi geometrici incisi a fasce di solcature o impressi a cordicella. Sono presenti frammenti di fornelli usati per la cottura dei cibi.
Sala 2 - Ferro

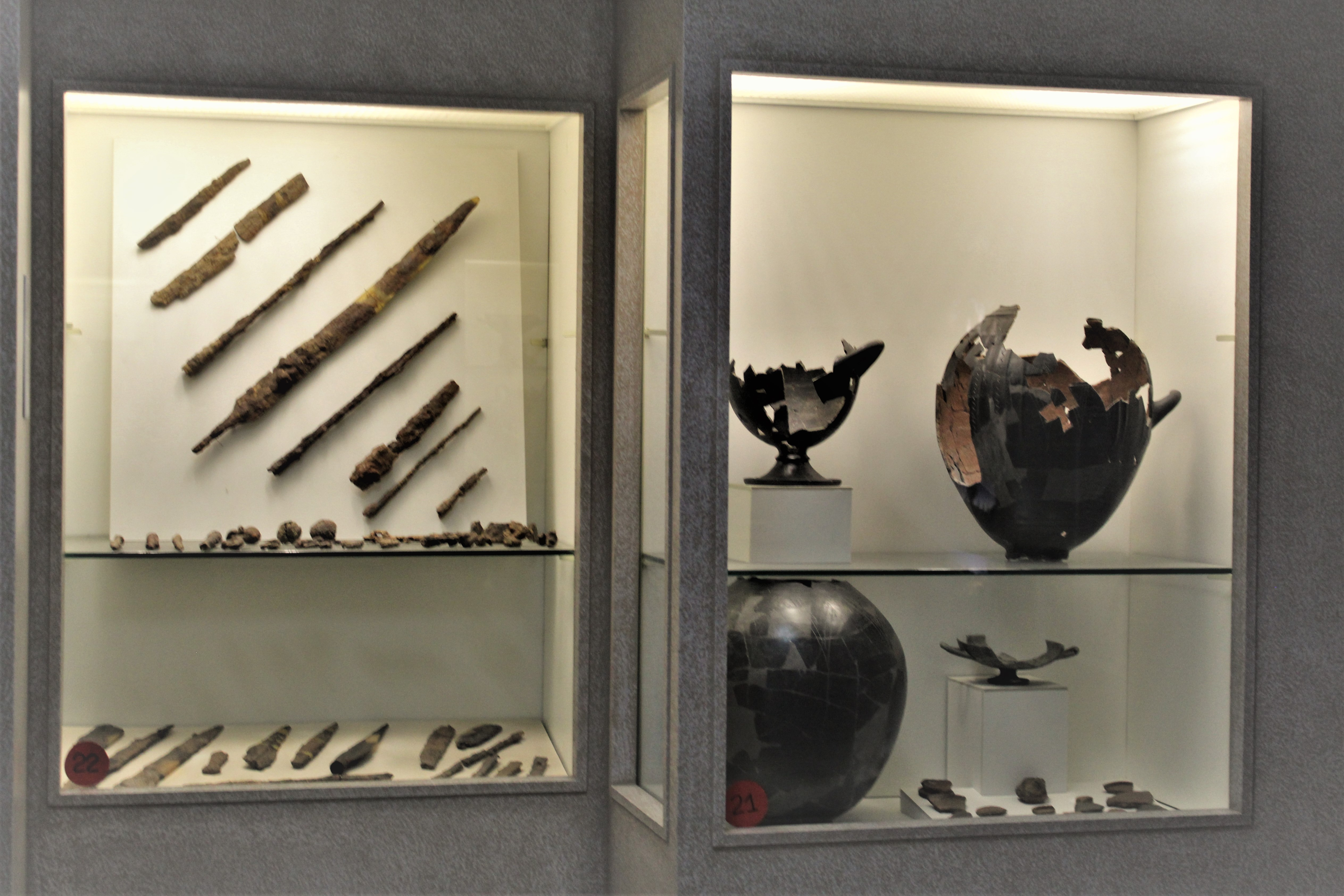
Armi varie in ferro (spada, lance, mazze) piano 1, sala 3 del Museo Archeologico di Magliano Sabina

Le produzioni artigianali esposte sono ceramica da mensa di fattura più raffinata (quali tazze quadri ansate, in alcuni casi su piede traforato, tazze con ansa sopraelevata, anfore ed anforette con anse bifide o crestate, brocche e vasi biconici) e da cucina (di fattura più grossolana, per lo più privi di decorazione con un repertorio di forme rappresentate da bacini, grandi ciotole, tegami, olle, dolii, e fornelli) destinate alla cottura dei cibi ed alla loro conservazione.

Si tratta di ceramica eseguita a mano, ma con le superfici lucidate a stecca, decorate da bugne, leggere solcature, costolature e cerchielli impressi.

Sala 3 - Età Orientalizzante e Arcaica

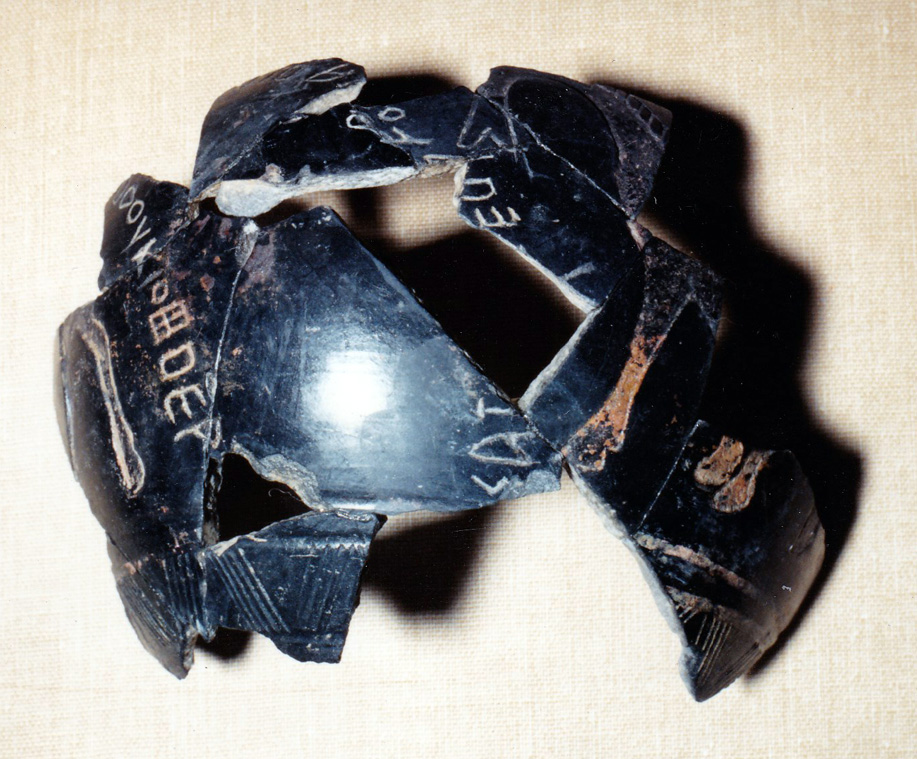
Olletta con scrittura arcaica proveniente dalla Necropoli del Giglio, piano 1, sala 3 del Museo Archeologico di Magliano

La scrittura segna il passaggio dalla protostoria alla storia. L'olletta della tomba della necropoli del Giglio a Magliano, come la fiaschetta miniaturistica della tomba III della necropoli di Poggio Sommavilla documentano la lingua e la cultura nella valle del Tevere: una lingua che aveva adottato la scrittura un alfabeto euboico-calcidese.
Sono presenti inoltre numerosi nuclei di argilla concotta (intonaci di capanne, seconda metà del VII secolo a.C.) e corredi funebri che includono olle d’impasto bruno, decorate ad incisione ed excisione, altre grandi olle in impasto bruno, mentre la presenza di vasi in bucchero, nei tipi di calici e kantharoi, testimonia commerci con l’area etrusca.

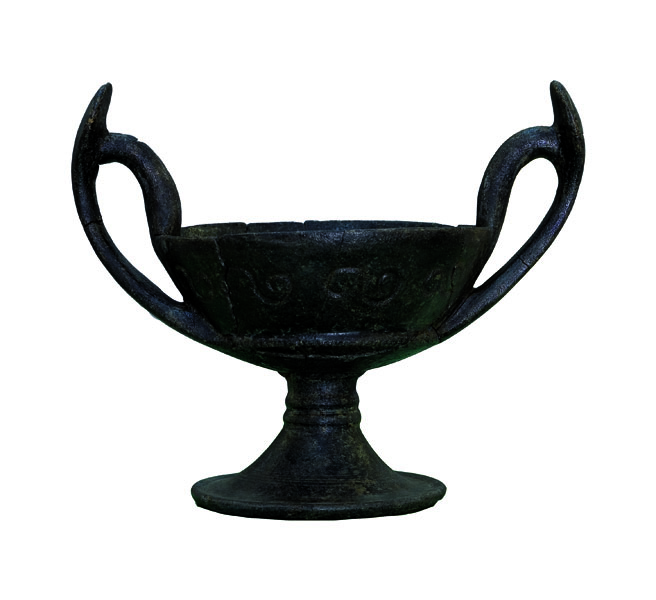
Kantharos, piano 1, sala 3 del Museo Archeologico di Magliano Sabina
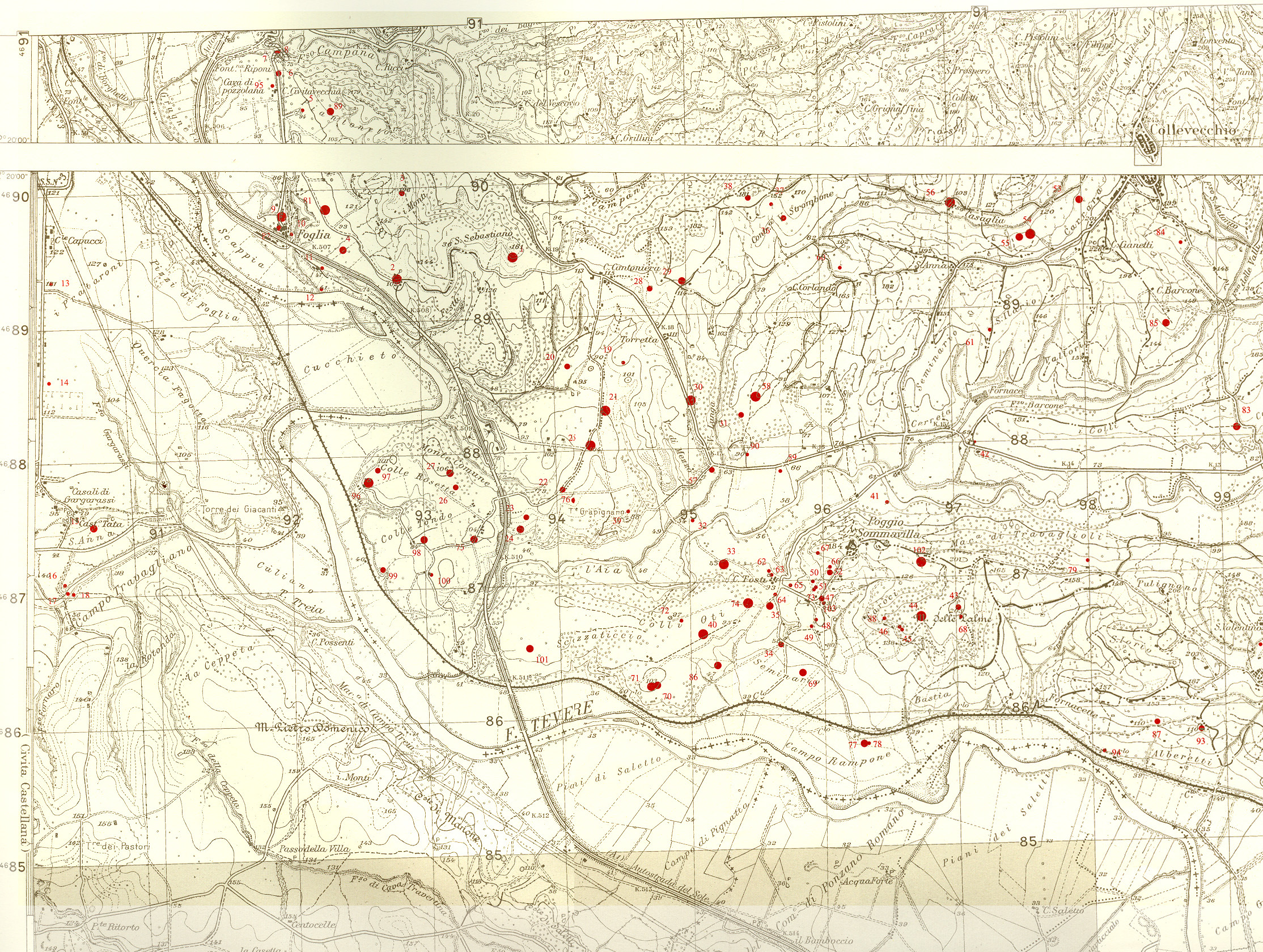
Carta archeologica del centro arcaico di Poggio Sommavilla-Foglia, Flaminia Verga
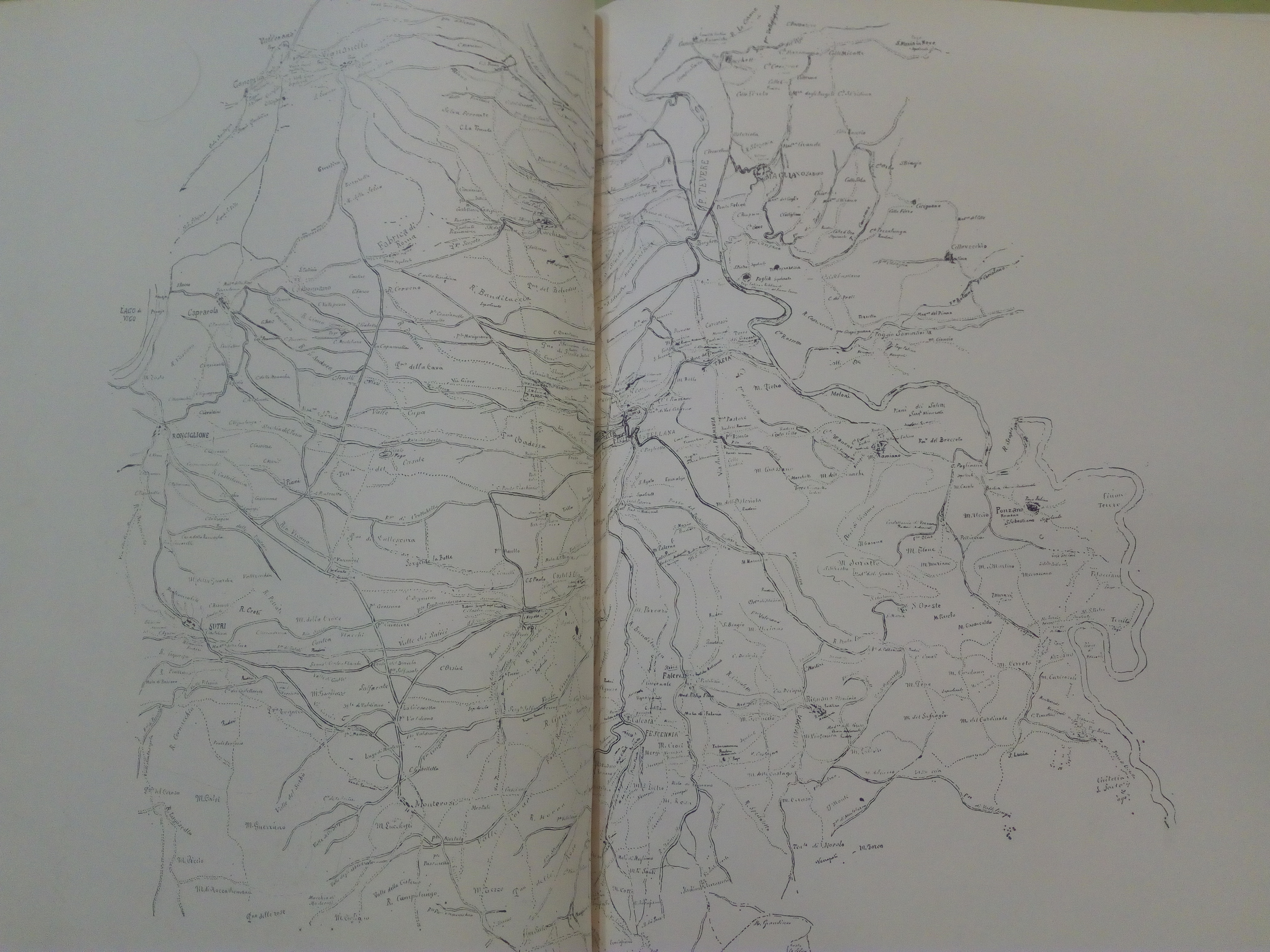
Carta archeologica - Falerii e la sua regione rilevata dai Sepolcri, Mancinelli Scotti Francesco

All'interno dell'abitato di Foglia, dopo i lavori dell'Autostrada del Sole, al di sopra di quanto rimasto di una necropoli rupestre ricavata nella parete tufacea sul quale sorge l'abitato stesso, prossimo ad un antichissimo guado del Tevere in comunicazione con il Treja e Falerii Veteres, è stata rinvenuta l'iscrizione in alfabeto falisco di Foglia a dictus sinistroso. Si trova su una lastra di arenaria locale. Tutte le lettere hanno altezza di 3,5 cm, tranne il sigma di 4 cm e il segno V di 3 cm.

### Secondo piano: Fase Ellenistica e Orientalizzante, Romanizzazione e Medioevo

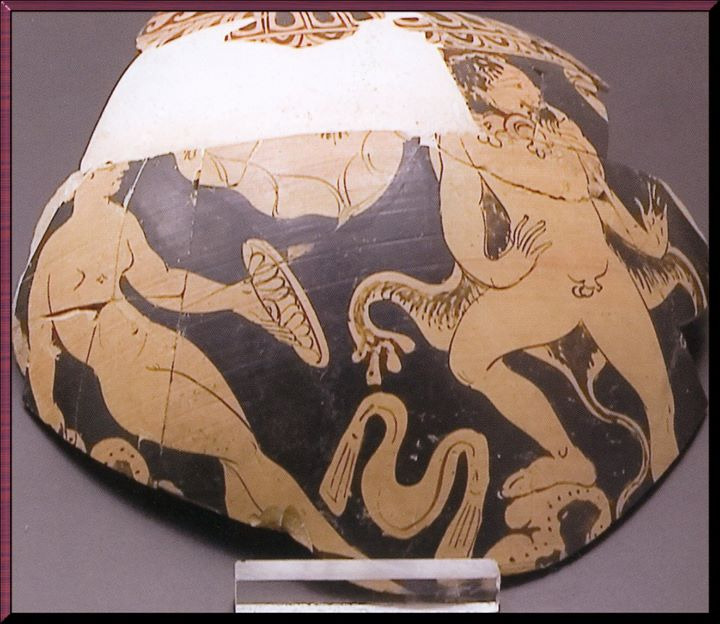
Stamnos a figure rosse rappresentante Satiro con pelle di leone e donna con patera. Piano 2, sala 1 del Museo Archeologico di Magliano Sabina.

Questo piano espone ritrovamenti riguardanti l'insediamento di Magliano Sabina in epoca tardo classica e la successiva fase di romanizzazione.
Sala 1 - Fase Ellenistica e Orientalizzante
La provenienza del materiale sono le necropoli e sono esposti dei corredi composti in massima parte vasi a figure rosse di produzione falisca, vasi a vernice nera con decorazione suddipinta e accompagnate da ceramica d’impasto.
Sala 2
Sono esposti i materiali, raccolti sul sito di Monte le Palme nell'area archeologica di Poggio Sommavilla. Si inquadrano tra la fine del VII e la prima metà del VI secolo e sono frammenti di rosso, frammenti di calici d’impasto lucidati a stecca e frammenti di piattelli con decorazione impressa.
A seguire, i materiali raccolti dall’area delle necropoli, recuperati in seguito a lavori agricoli. La grande olla d’impasto bruno con decorazione a cordoni plastici e l'anforetta sabina in impasto grigio documentano l’attività di officine locali pp.275-285 nel corso della prima metà del VI secolo a.C..o.
Sala 3 - Romanizzazione

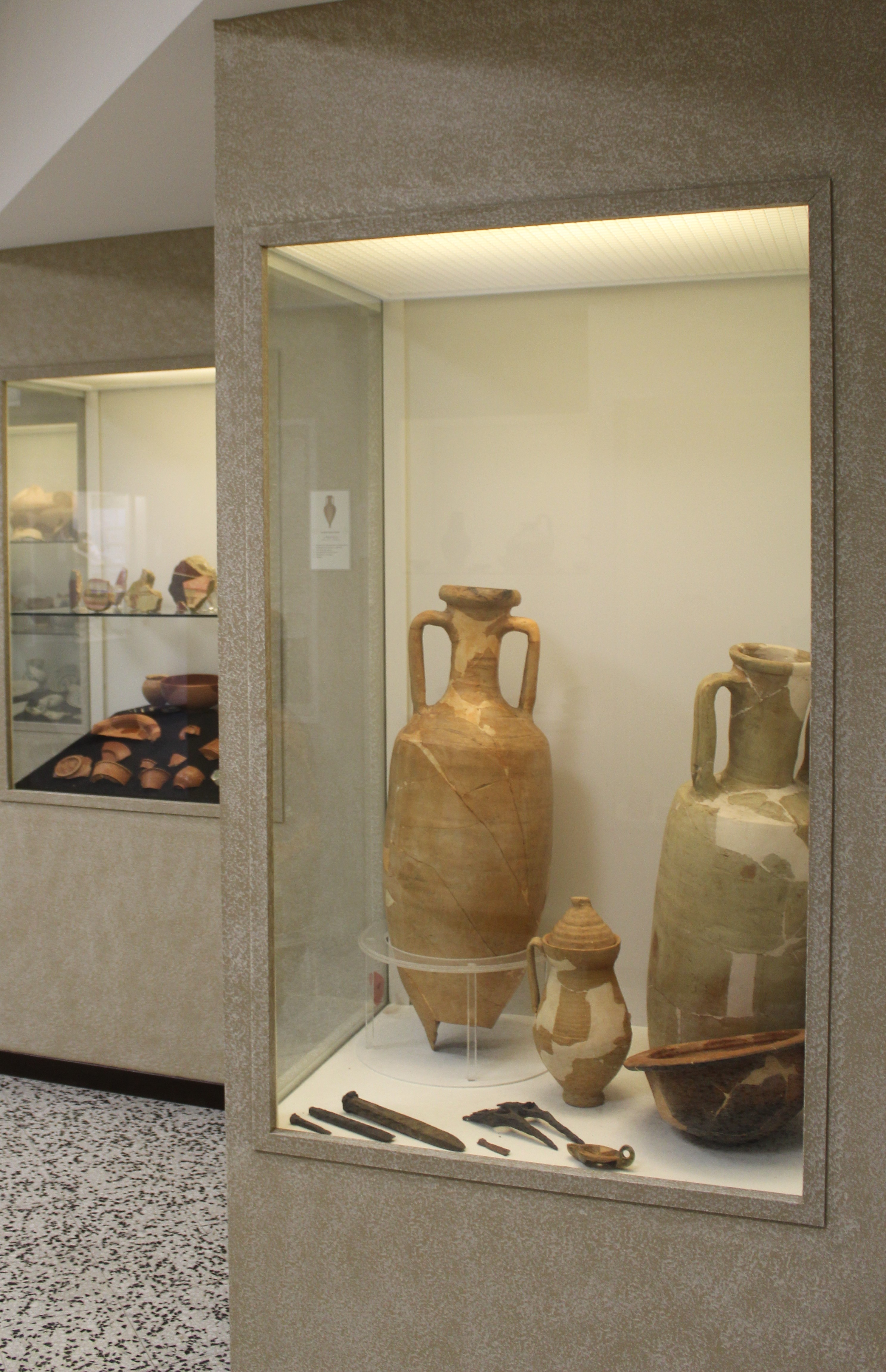
Anfore per il vino di epoca romana, piano 2, sala 3 del Museo Archeologico di Magliano Sabina

Le ricognizioni svolte a monte dell’allestimento del Museo hanno offerto un quadro abbastanza puntuale delle attività che si svolgevano nelle fattorie ma non della loro struttura mentre, per quanto riguarda le villae, queste hanno lasciato sul terreno segni più evidenti e ciò ha reso possibile una rappresentazione ipotetica su pannello in questa sala..
Da Colle Rosetta, fattoria di epoca repubblicana, provengono e sono esposti materiali connessi con attività agricole: frammenti di dolii(per la conservazione di derrate e granaglie), anfore per il trasporto del vino (anfore greco-italiche) e altri materiali di uso quotidiano oltre numerosi frammenti di olle da fuoco, bacini e brocche, e ceramica a vernice nera nelle forme delle brocche, coppe, piattelli Genucilia.

La presenza dei pesi da telaio sono indizio di attività di filatura.
Dalla Villa di San Sebastiano sono state recuperate due macine per cereali in pietra lavica, composte da una parte superiore detta catillus, che veniva fatta ruotare sulla parte inferiore detta meta per schiacciare le granaglie.
Nelle vetrine sono esposti una selezione di strumenti agricoli in ferro; anfore per il vino, tipo Dressel 2/4 diffuse nell’Italia centrale nel I secolo d.C., ceramica d’uso comune (brocche ed olle e bacili), una notevole campionatura di ceramica da mensa in sigillata italica dal caratteristico colore rosso nella forma di coppe e piattelli, sui quali appaiono graffiti con nomi propri.
Alla pars urbana della villa sono da riferire materiali architettonici e decorativi: frammenti di cornici in marmo, frammenti di intonaci con decorazione geometrica in colori vivaci, antefisse in forma di vittorie alati, frammenti di lastre di vetro di pertinenza delle finestra.
Infine una vetrina con contenuti in metallo e ceramica risalenti al Medioevo.

### Terzo piano: magazzino
Qui vengono conservati materiali scartati nelle selezioni per l'esposizione o in attesa di restauro.
È sempre qui che sono conservati anche i frammenti recuperati dall’area della villa di Ponti Novi.

Nell’anno 2000,in occasione dei lavori sull’autostrada del Sole, dagli sbancamenti nei pressi del casello di Magliano Sabina è venuta alla luce una notevolissima quantità di materiale archeologico. Si tratta di frammenti di ceramica comune nei tipi di brocche, olle e bacini ai quali si affiancano ceramiche da fuoco. Numerosi frammenti di anfore Dressel 2/4 e anfore olearie Dressel 20 che attestano un’attività di produzione di vino ed olio in piena età imperiale.
Quello che più colpisce è la quantità di frammenti di intonaco dipinto con fine decorazione a medaglioni con elementi fitomorfi; sono inoltre stati recuperati frammenti di marmi pregiati.